# André M. Hünseler

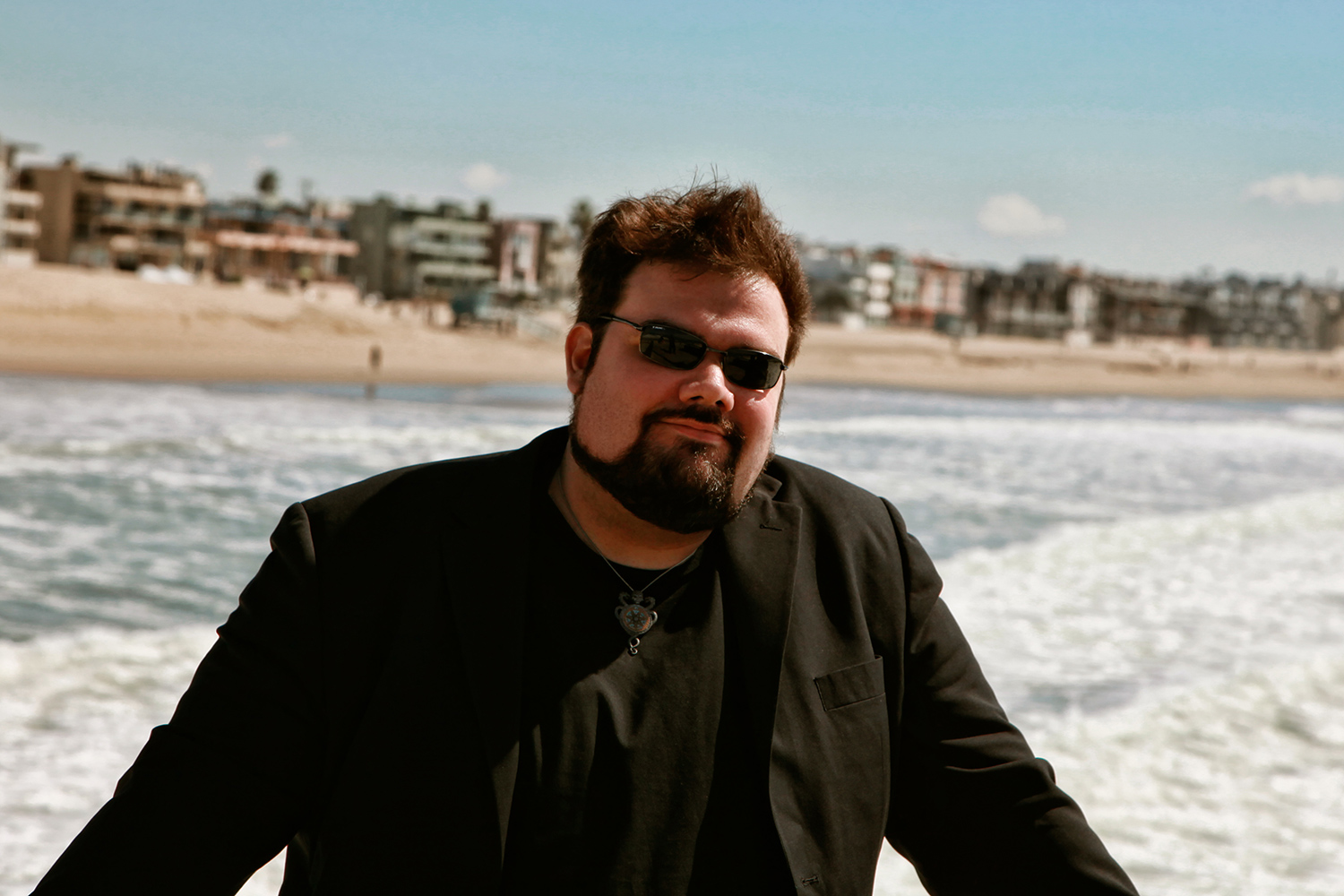
André M. Hünseler am Venice Beach in Kalifornien, USA (2010)

André Michael Hünseler (* 4. Juli 1981 in Köln; † 15. Mai 2025) war ein deutscher Fotokünstler, Dozent und Autor. Bekannt wurde er vor allem durch Nachtaufnahmen seiner Heimatstadt Köln.

## Leben
Seinen beruflichen Werdegang startete Hünseler im Jahr 2000 mit einer Ausbildung zum Gestaltungstechnischen Assistenten für Medien und Kommunikation am Richard-Riemerschmid-Berufskolleg in Köln. Von 2001 bis 2003 leitete er als Schulsprecher die Schülervertretung, engagierte sich als Mitglied der schulischen Steuergruppe im nordrhein-westfälischen Modellversuch „Schule 21 – Selbstständige Schule“ für mehr Selbstverwaltungsspielraum der Kölner Schulen und unterrichtete noch vor Abschluss der Ausbildung selbst einen Differenzierungskurs in Digital Compositing. Während seiner dreijährigen Berufsausbildung entdeckte er auch seine Leidenschaft für Fotografie und Bildbearbeitung.
Nach Abschluss seiner Ausbildung am Berufskolleg war Hünseler zunächst mehrere Jahre als Creative Director für Medienunternehmen im M-Commerce Sektor in Köln und Melbourne tätig, bis er sich Anfang 2009 unter dem Namen thinking pixels mediendesign als Dienstleister für multidisziplinäres Design und Bildbearbeitung selbständig machte. Im Bereich Fotodesign konzentrierte er sich dabei schon früh besonders auf jene Aufnahmegebiete, die über die einfache herkömmliche Fotografie hinausgehen. So fotografierte er beispielsweise 2009 für eine Kölner Werbeagentur die Panorama-Aufnahme „Cologne-8-Gigapixels“, die mit einer Auflösung von über 8.000 Megapixel das zu diesem Zeitpunkt fünftgrößte Digitalfoto der Welt darstellte.
Seine Stadtaufnahmen sind in Galerien ausgestellt, als Kunstdrucke erhältlich, in Kalendern, Bildbänden, auf Postern und Postkarten. Darüber hinaus unterrichtete er professionelle Bildbearbeitung mit Adobe Photoshop und verschiedene Disziplinen der Fotografie als Dozent und Privat-Trainer. Sein Kalender Köln Panorama (erschienen am 19. Juli 2012 im DuMont Kalenderverlag) wurde beim Gregor International Calender Award 2013 mit der höchsten Auszeichnung (Gold) prämiert. Insgesamt wurde in zehn verschiedenen Kategorien je ein Kalender mit einer Gold-Ehrung ausgezeichnet. Hünseler setzte sich dabei in der Kategorie Städte/Architektur gegen insgesamt 858 eingereichte Kalender von Mitbewerbern durch.
Hünseler starb im Alter von 43 Jahren an einer Lungenembolie.

## Ausstellungen und Auszeichnungen (Auswahl)
- 2003 animago award, 2. Platz, Kategorie: Compositing Music Video
- 2011–2015 Dauerausstellung "Kölner Blickwinkel", THE ARTROOM, Köln[5]
- 2013 Gregor International Calendar Award, Auszeichnung Gold[6]

## Werke und Publikationen (Auswahl)

### Kalender
- Köln bei Nacht 2012, DuMont Kalenderverlag, ISBN 978-3-8320-1785-9.
- Köln bei Nacht 2013, DuMont Kalenderverlag, ISBN 978-3-8320-2140-5.
- Köln bei Nacht 2014, DuMont Kalenderverlag, ISBN 978-3-8320-2505-2.
- Köln bei Nacht 2015, DuMont Kalenderverlag, ISBN 978-3-8320-2745-2.
- Köln bei Nacht 2016, DuMont Kalenderverlag, ISBN 978-3-8320-3352-1.
- Köln Panorama (2012; immerwährend), DuMont Kalenderverlag, ISBN 978-3-8320-2184-9.

### Bücher
- 2014 Bildband „Kölns schönste Seiten“, Medien-Verlag-Schubert, ISBN 978-3-937843-42-1.

### Fachartikel und Vorträge
- TION 2011, Vortrag „NightScapes – Architekturfotografie bei Nacht“[7]
- Advanced Photoshop 2/2011, Künstlerportrait André M. Hünseler, Sonic Media Verlag.
- PROFIFOTO 7-8/2011, Hochdynamische Fotos mit Stil – der aDRI-Workflow, PF Publishing GmbH
- Pictures Magazin 2/2012, Die perfekte Nachtaufnahme, Sonic Media Verlag
- Der Bildbearbeiter 3/2012, Architekturfotografie bei Nacht, Sonic Media Verlag.
- Pictures Magazin 3/2012, SteamPunk Special, Deckblatt + Artikel, Sonic Media Verlag
- DOCMA Ausgabe 50, 2013, Photoshop Tipps & Tricks, DOCMAtische Gesellschaft Verlags GmbH
- DOCMA Ausgabe 54, 2013, Dodge & Burn Techniken in Photoshop, DOCMAtische Gesellschaft Verlags GmbH
- Photoshop User Group Rhein/Ruhr, Vortrag „NightScapes – Architekturfotografie bei Nacht“
- DOCMA Ausgabe 56, 2014, Bildbearbeiter und ihre Kameras, DOCMAtische Gesellschaft Verlags GmbH
- DOCMA 1/2013, Photoshop Tipps & Tricks, DOCMAtische Gesellschaft Verlags GmbH